# Фонтанетто-По
Фонтанетто-По (итал. Fontanetto Po) — коммуна в Италии, располагается в регионе Пьемонт, в провинции Верчелли.
Население составляет 1233 человека (2008 г.), плотность населения составляет 54 чел./км². Занимает площадь 23 км². Почтовый индекс — 13040. Телефонный код — 0161.
Покровителем коммуны почитается святой Бономий из Лючедио, празднование в первое воскресенье сентября.

## Галерея

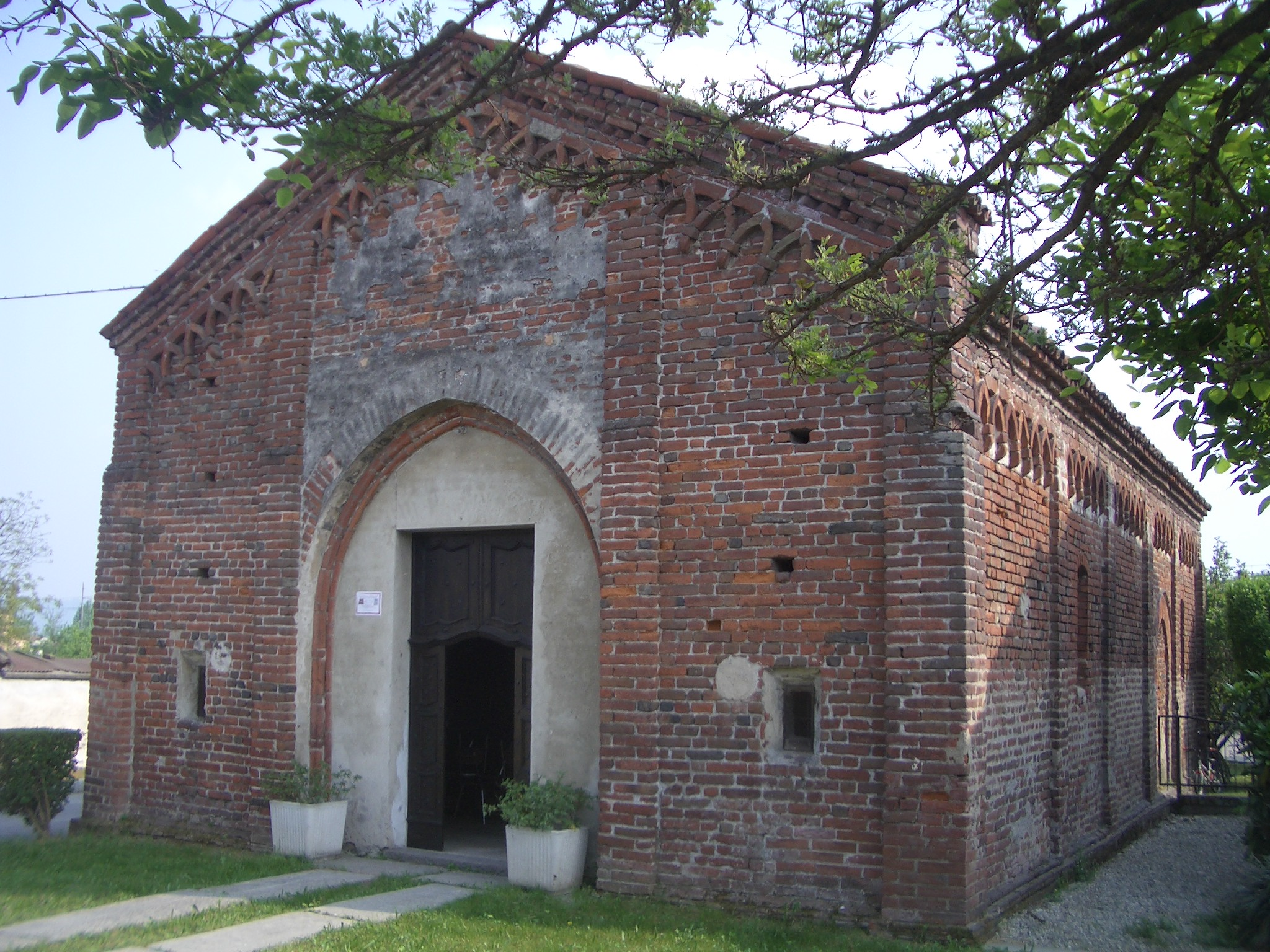
Молельня святого Стефана, фасад
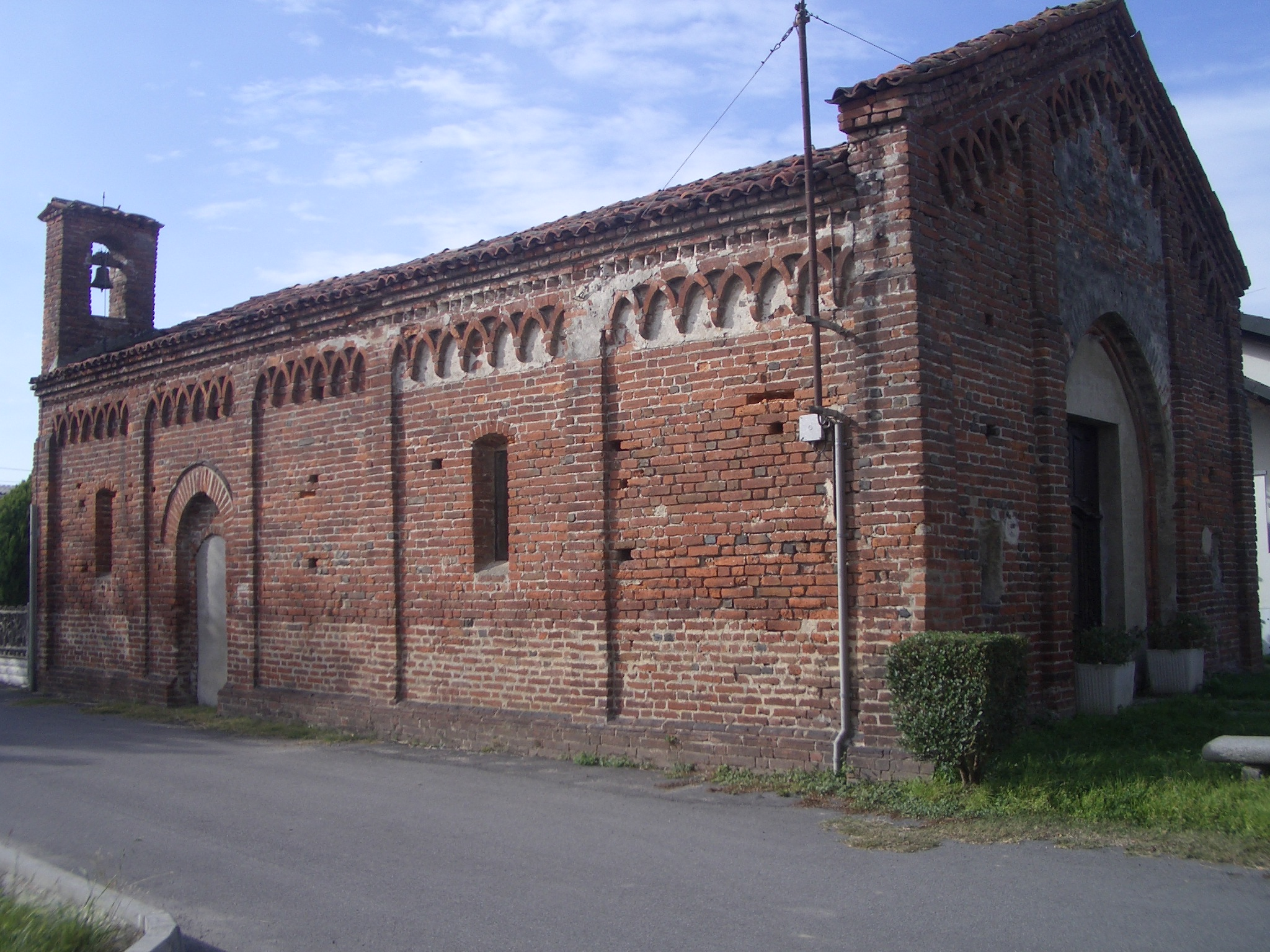
Молельня святого Стефана, боковой вход
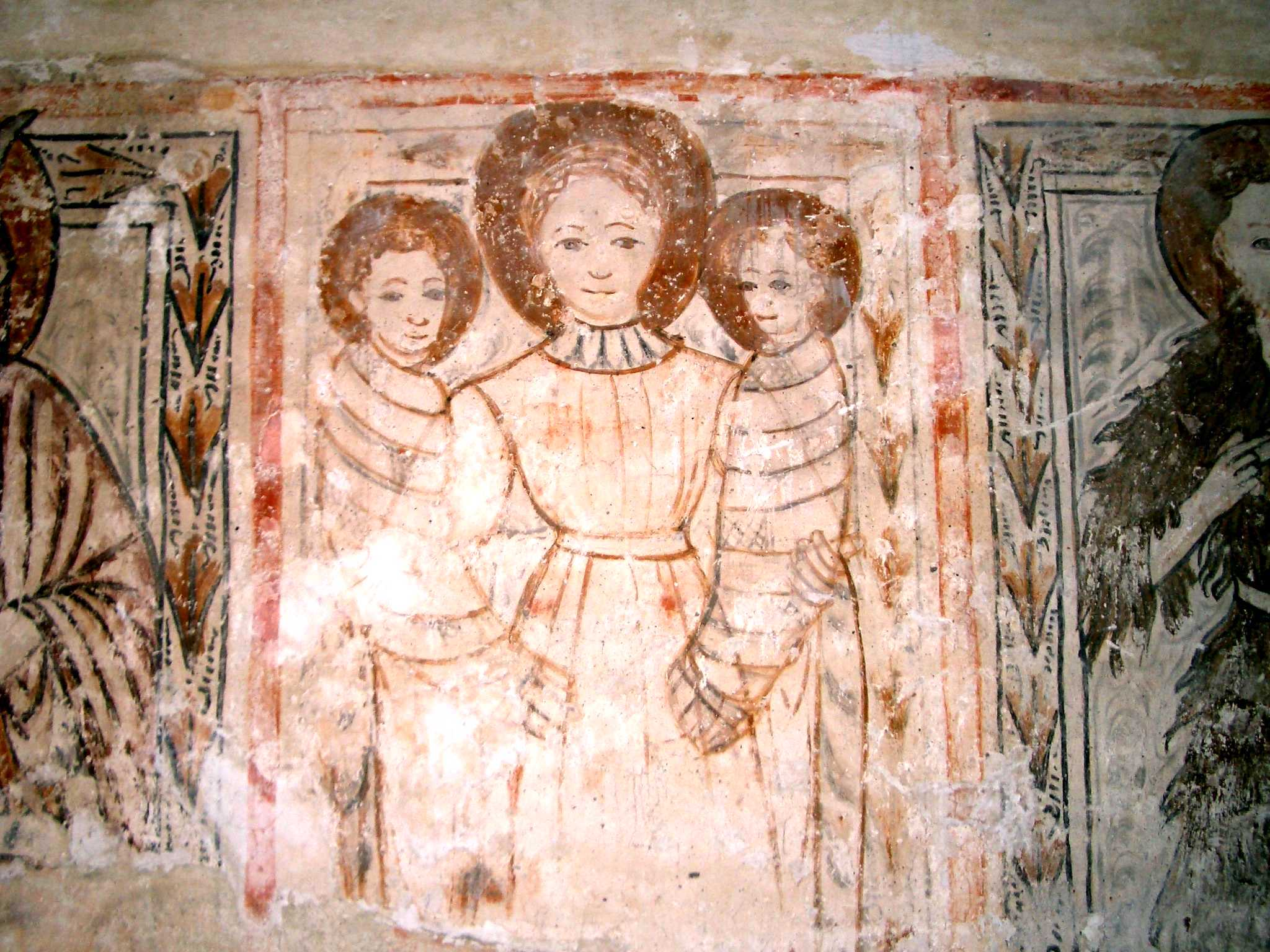
Святая Либерата
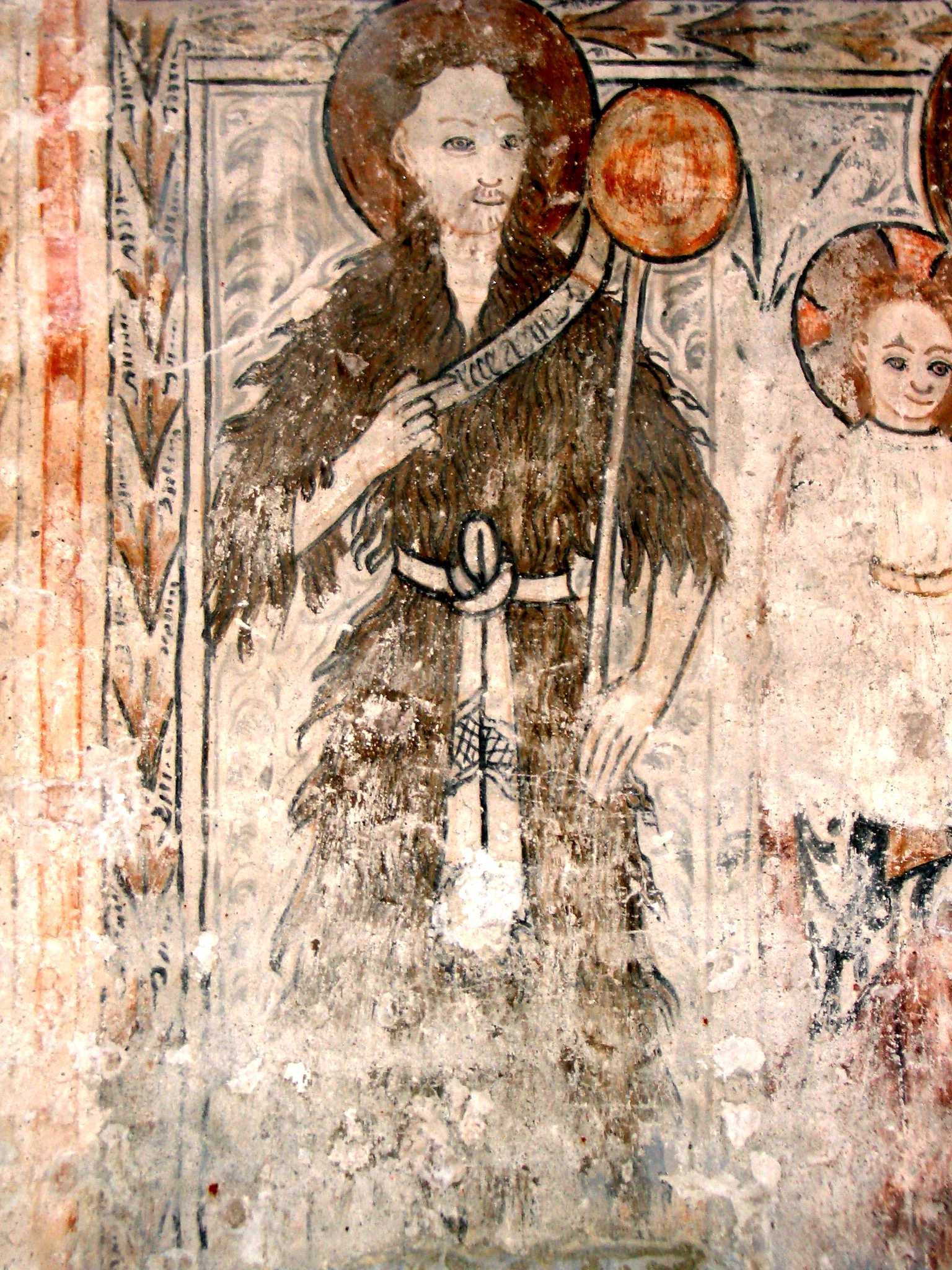
Святой Иоанн Предтеча

## Демография
Динамика населения:

## Администрация коммуны
- Официальный сайт: http://www.comune.fontanettopo.vc.it/